# Властелинът на пръстените: Задругата на пръстена
За първия том на книгата вижте Задругата на пръстена.
Властелинът на пръстените: Задругата на пръстена е фентъзи филм от 2001 година, режисиран от Питър Джаксън по едноименния първи том от трилогията на Дж. Р. Р. Толкин Властелинът на пръстените. Историята, развиваща се в Средната земя, разказва за Черния лорд Саурон (Сала Бейкър), който издирва Единственият (озвучен от Алън Хауърд). Пръстенът си е проправил път до младия хобит Фродо Бегинс (Илайджа Ууд). Съдбата на Средната земя виси на косъм, както и тази на Фродо и осемте му съдружници от Задругата на пръстена, които трябва да предприемат пътешествие до Съдбовната планина в земите на Мордор – единственото място, където може да бъде унищожен Пръстенът.
Реализиран на 19 декември 2001 г., филмът получава трайно признание едновременно от критиците и от феновете, като особено последните го намират за задоволително придържащ се към оригиналната история. Превръщайки се в боксофис успех, той печели над $870 милиона долара по света и се нарежда на второ място в класацията за най-успешните филми през 2001 в САЩ и света (след „Титаник“), което го прави и петият най-успешен филм тогава. Днес той е на 15 място в класацията за най-успешни филми на всички времена. Носител е на четири награди Оскар и пет награди БАФТА, включително за Най-добър филм и Най-добър режисьор. Специалното разширено DVD издание е реализирано на 12 ноември 2002. През 2007 Задругата на пръстена се класира на 50 място в списъка на Американския филмов институт за 100-те най-велики американски филма. AFI избраха филма и за втория най-велик фентъзи филм на всички времена в специалната си класация AFI's 10 Top 10.

## Сюжет
Внимание:  Текстът по-долу разкрива сюжета на произведението (или части от него)!
Във Втората епоха Черният Лорд Саурон се заема да завладее Средната земя, използвайки Единствения пръстен. В битката срещу последния съюз между Хората и Елфите принц Исилдур отрязва Пръстена от ръката на Саурон, унищожавайки физическата му форма и побеждавайки армията му. Все пак животът на Саурон е свързан с Пръстена, позволявайки му да оцелее докато Пръстенът продължава да съществува. Исилдур, покварен от силата на Пръстена, отказва да го унищожи. Когато Исилдур е убит от Орките, Пръстенът е изгубен в река за 2500 години. Открит е от Ам-гъл, който го притежава в продължение на векове, преди хобитът Билбо Бегинс да го открие.
Шестдесет години по-късно, Билбо оставя Пръстена на племенника си Фродо Бегинс. След като научава, че Пръстенът принадлежи на Саурон, вълшебникът Гандалф Сивият предупреждава Фродо, че силите на Саурон ще дойдат за него. Гандалф хваща градинаря на Фродо Самознай Майтапер да подслушва под прозореца и го изпраща с Фродо да напуснат Графството. Гандалф язди до Исенгард, за да се срещне със Саруман Белия, който разкрива, че слугите на Саурон, Назгул, са изпратени да хванат Пръстена. Саруман се саморазкрива, че служи на Саурон и затваря Гандалф на върха на кулата си. Саруман заповядва на Орките на Саурон да изградят ново бойно оръжие и да създадат нов вид бойци – Урук-хай.
Докато пътуват към Брее, към Фродо и Сам се присъединяват Мери и Пипин и за малко биват хванати от Назгул. В странноприемницата „Скокливото пони“ Фродо среща мистериозния Арагорн, който ги скрива от преследвачите им и се съгласява да ги заведе до Ломидол. По време на пътуването те биват нападнати от Назгул. Арагорн се бори със съществата, но Фродо бива ранен от тяхното оръжие Моргул, което ще го превърне в призрак. Докато Назгул го преследват, Фродо е спасен от Елфа Арвен, която използва магията си, за да призове вълна от вода, която помита преследвачите. Арвен отнася Фродо в Ломидол, където баща ѝ Елронд го излекува. Гандалф избягва от кулата на Саруман с помощта на орела Гуаихир и заминава за Ломидол. Елронд свиква съвет на расите, все още верни на Средната земя, за да решат какво трябва да се направи с Пръстена. Става ясно, че Пръстенът може да бъде унищожен само като бъде хвърлен в огньовете на Ородруин, където е изкован. Фродо доброволно се нагърбва да вземе Пръстена, придружен от Сам, Мери, Пипин, Гандалф и Арагорн. Към тях се присъединяват елфът Леголас, джуджето Гимли и Боромир от Гондор. Заедно те сформират Задругата на пръстена.
Задругата отпътува, но е възпрепятствана от магията на Саруман. Те минават през Мория – мините на джуджетата. Вътре те откриват, че орките са завладели мините и избили джуджетата; те също така разбират, че Ам-гъл ги преследва, решен да си върне Пръстена. Задругата е атакувана от орки и Балрог – древен демон на огъня и сянката. Гандалф се изправя срещу Балрог, позволявайки на другите да се измъкнат, но и двамата падат в бездната. Оплаквайки смъртта на Гандалф, групата бяга в Лориен, където е подслонена от нейните владетели – елфите Галадриел и Келеборн. Същата нощ, Галадриел казва на Фродо, че неговата съдба е да унищожи Пръстена. Задругата продължава пътуването си. Междувременно, Саруман събира армия от Урук-хай, която да улови Задругата.
След като пристигат в Парт Гален, Боромир се поддава на Пръстена и опитва да го отнеме от Фродо, вярвайки че това е единственият начин да спаси своето царство. Фродо успява да избяга, като си слага Пръстена и става невидим. Боромир осъзнава какво е направил и опитва да намери Фродо, който решава да продължи пътуването сам, вслушвайки се в предупреждението на Галадриел, че Пръстенът ще поквари и други членове. Урук-хай пристигат и Арагорн, Гимли и Леголас се опитват да ги задържат, докато Фродо избяга. Мери и Пипин примамват Урук-хай далеч от Фродо и за малко биват убити. Боромир се опитва да ги спаси, но в битката е прострелян от водача на Урук-хай, Лурц. Урук-хай хващат Мери и Пипин. Арагорн убива Лурц и обещава на умиращия Боромир, че света на хората няма да падне.
Сам намира Фродо, който неохотно му позволява да тръгне с него. Арагорн, Леголас и Гимли тръгват да спасяват Мери и Пипин.

## Актьорски състав
| Актьор           | Роля                      |
| ---------------- | ------------------------- |
| Илайджа Ууд      | Фродо Бегинс              |
| Иън Маккелън     | Гандалф                   |
| Шон Остин        | Самознай Майтапер (Сам)   |
| Виго Мортенсен   | Арагорн                   |
| Шон Бийн         | Боромир                   |
| Орландо Блуум    | Леголас                   |
| Били Бойд        | Перегрин Тук (Пипин)      |
| Доминик Монаган  | Мериадок Брендифук (Мери) |
| Джон Рийс-Дейвис | Гимли                     |
| Кристофър Лий    | Саруман                   |
| Хюго Уивинг      | Елронд                    |
| Кейт Бланшет     | Галадриел                 |
| Лив Тайлър       | Арвен                     |
| Иън Холм         | Билбо Бегинс              |

## Награди
През 2002 филмът печели Оскари в четири категории – за операторско майсторство, визуални ефекти, грим и оригинална музика.  В останалите девет категории, в които има номинации (включително за Най-добър филм, Най-добра поддържаща мъжка роля и Най-добър режисьор) не успява да спечели.
Към май 2012 г., филмът е на 26 място в боксофис класацията за всички времена с приходи от $871 530 324. 
През 2002 печели и пет награди БАФТА, включително за Най-добър филм, Наградата Дейвид Лейн за режисьор, Наградата на публиката, Най-добри специални визуални ефекти и Най-добър грим.
През юни 2008 Американският филмов институт разкрива своите „10-те топ 10“ – десетте най-добри филма в десетте „класически“ американски филмови жанра. Властелинът на пръстените: Задругата на пръстена е класиран на второ място в жанра фентъзи.
| Категория                              | Номиниран(и)                             | Резултат                |
| Оскар (24 март 2002 г.)                | Оскар (24 март 2002 г.)                  | Оскар (24 март 2002 г.) |
| -------------------------------------- | ---------------------------------------- | ----------------------- |
| Най-добри визуални ефекти              | Най-добри визуални ефекти                | награда                 |
| Най-добър грим                         | Най-добър грим                           | награда                 |
| Най-добра кинематография               | Андрю Лесни                              | награда                 |
| Най-добра филмова музика               | Хауърд Шор                               | награда                 |
| Най-добър филм                         | Най-добър филм                           | номинация               |
| Най-добри декори                       | Най-добри декори                         | номинация               |
| Най-добри костюми                      | Най-добри костюми                        | номинация               |
| Най-добър звук                         | Най-добър звук                           | номинация               |
| Най-добър филмов монтаж                | Най-добър филмов монтаж                  | номинация               |
| Най-добър режисьор                     | Питър Джаксън                            | номинация               |
| Най-добър адаптиран сценарий           | Фран Уолш, Филипа Бойенс и Питър Джаксън | номинация               |
| Най-добра поддържаща мъжка роля        | Иън Маккелън                             | номинация               |
| Най-добра оригинална песен             | „May It Be“                              | номинация               |
| Награда на БАФТА (24 февруари 2002 г.) |                                          |                         |
| Най-добър филм                         | Най-добър филм                           | награда                 |
| Най-добри визуални ефекти              | Най-добри визуални ефекти                | награда                 |
| Най-добър грим и прически              | Най-добър грим и прически                | награда                 |
| Най-добра режисура                     | Питър Джаксън                            | награда                 |
| Най-добри декори                       | Най-добри декори                         | номинация               |
| Най-добри костюми                      | Най-добри костюми                        | номинация               |
| Най-добър филмов монтаж                | Най-добър филмов монтаж                  | номинация               |
| Най-добър звук                         | Най-добър звук                           | номинация               |
| Най-добър адаптиран сценарий           | Фран Уолш, Филипа Бойенс и Питър Джаксън | номинация               |
| Най-добра кинематография               | Андрю Лесни                              | номинация               |
| Най-добра филмова музика               | Хауърд Шор                               | номинация               |
| Най-добър актьор в главна роля         | Иън Маккелън                             | номинация               |
| Златен глобус (20 януари 2002 г.)      |                                          |                         |
| Най-добър драматичен филм              | Най-добър драматичен филм                | номинация               |
| Най-добър режисьор                     | Питър Джаксън                            | номинация               |
| Най-добра филмова музика               | Хауърд Шор                               | номинация               |
| Най-добра оригинална песен             | „May It Be“                              | номинация               |
| Хюго                                   |                                          |                         |
| Най-добро сценично представяне         | Най-добро сценично представяне           | награда                 |
| Небюла                                 |                                          |                         |
| Най-добър сценарий                     | Фран Уолш, Филипа Бойенс и Питър Джаксън | награда                 |
| Сатурн (10 юни 2002 г.)                |                                          |                         |
| Най-добър фентъзи филм                 | Най-добър фентъзи филм                   | награда                 |
| Най-добър режисьор                     | Питър Джаксън                            | награда                 |
| Най-добър актьор в поддържаща роля     | Иън Маккелън                             | награда                 |
| Най-добри специални ефекти             | Най-добри специални ефекти               | номинация               |
| Най-добър грим                         | Най-добър грим                           | номинация               |
| Най-добри костюми                      | Най-добри костюми                        | номинация               |
| Най-добър сценарий                     | Фран Уолш, Филипа Бойенс и Питър Джаксън | номинация               |
| Най-добра музика                       | Хауърд Шор                               | номинация               |
| Емпайър (5 февруари 2002 г.)           |                                          |                         |
| Най-добър филм                         | Най-добър филм                           | награда                 |
| Най-добър актьор                       | Илайджа Ууд                              | награда                 |
| Най-добър дебют                        | Орландо Блуум                            | награда                 |
| Най-добър режисьор                     | Питър Джаксън                            | номинация               |
| Най-добър актьор                       | Виго Мортенсен                           | номинация               |
| Най-добър британски актьор             | Шон Бийн                                 | номинация               |
| Най-добър британски актьор             | Иън Маккелън                             | номинация               |
| Най-добър дебют                        | Били Бойд и Доминик Монахан              | номинация               |